# Banda Sinfónica Universidad de Antioquia
La Banda Sinfónica Universidad de Antioquia fundada en 1954, es el conjunto sinfónico más antiguo de la ciudad de Medellín, Colombia, y declarada como Patrimonio Cultural de la Ciudad. Es la agrupación oficial de la Universidad de Antioquia, se encuentra adscripta a la Facultad de Artes de dicha Universidad, tiene como sede el Teatro Universitario y es miembro de World Association for Symphonic Bands and Ensembles -WASBE- (Asociación Mundial de Bandas Sinfónicas y Conjuntos). La componen 50 músicos (entre los cuales se encuentran profesores y estudiantes), 15 de ellos pertenecen también a la Orquesta Filarmónica de Medellín. Una de sus tradiciones más conocidas es su concierto llamado la "Retreta del Parque", el cual, se realiza en los tres primeros domingos del mes, a las 11:15 a. m. en el Parque de Bolívar, uno de los sitios más tradicionales de Medellín, y el último domingo del mes actúan en el Centro Comercial Unicentro, a las 12:30 del mediodía. La agrupación ha grabado tres discos larga duración titulados "La música colombiana", "De Colombia para el mundo" y "Retreta colombiana". A estas producciones se suma su primer disco compacto llamado "Música colombiana".

## Historia
Los primeros informes sobre el movimiento musical en Medellín, en pro de la creación de una banda, surgen cuando en 1811 llega a la ciudad el músico francés Joaquín Lamota o Lamot quien por cuatro años tuvo bajo su manejo la enseñanza de algunos instrumentos musicales a jóvenes de la urbe. Consiguió establecer una banda que comenzó labores hacia 1815.
Esta Banda, que era de tipo militar, fue la primera que se conoció en Antioquia. Mostraba muy poca diversidad en los instrumentos y contaba con pocos ejecutantes. Operó por cierto tiempo en la ciudad de Rionegro, que en ese tiempo se había transformado, por su entorno y clima, en el principal foco de enseñanza y preparación de los grupos militares de toda la policía.
Llega a Medellín en 1836, el músico inglés Edward Gregory MacPherson quien da una nueva energía a la Banda con sus buenas enseñanzas, para luego entregarla, en vista de sus múltiples labores, al músico antioqueño José María Ospina Zapata, quien la manejó por algunos años.

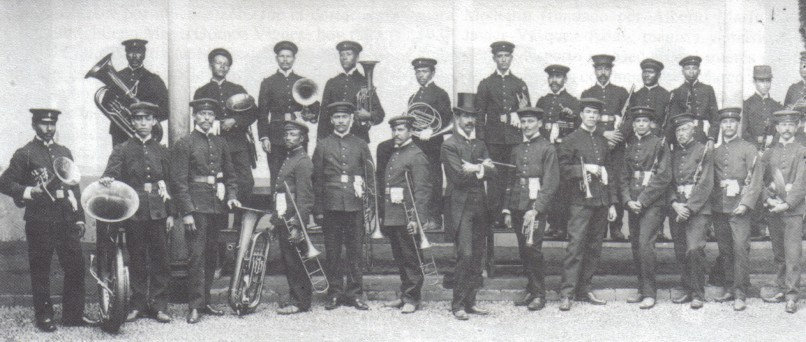
Rafael D’Alemán y Banda de Música, 1908.

Entre los directores que pasaron frente a la Banda figuran: José María Salazar en 1830, Toribio Pardo en 1852, Juan de Dios Escobar en 1863, Ramón Valencia, José Vitere y Daniel Salazar en 1877; Juan de Dios Escobar en 1879; Paulo Emilio Restrepo en 1887, Augusto Azzali (Italiano) y Rafael D’Alemán en 1892.
El 12 de octubre de 1892, fecha en la cual se inauguró el Parque de Bolívar, la Banda actuó por primera vez en este lugar tan emblemático de Medellín. Esta actividad en el parque se ha seguido realizando dominicalmente hasta el día de hoy, salvo algunas pequeñas interrupciones.
Luego, en el año de 1900, la dirección de la Banda es tomada por el maestro Constantino Ortiz Sauceda. Desde de 1903 regresa a dirigirla Rafael D’Alemán hasta el año 1915 cuando es sustituido por el maestro Gonzalo Vidal.
Roberto Vieco Ortiz y el doctor Jorge Hernández dirigen la banda de una manera alternada desde 1930 hasta 1936 cuando finalmente queda al frente del conjunto el maestro Vieco Ortiz quien estuvo como director hasta el 26 de agosto de 1952, fecha en la cual el decreto 435, firmado por el doctor Dionisio Arango Ferrer, dio por acabadas las actividades de la que en ese tiempo era llamada Banda Departamental.
A finales de 1954, el señor Pioquinto Rengifo gobernador de Antioquia, firmó el decreto 603 con el cual se establecía la Banda de la Policía Departamental de Antioquia.
El 23 de abril de 1955, al efectuarse el centenario de nacimiento de don Marco Fidel Suárez y ante la humilde choza donde nació el ilustre personaje en la localidad de Bello, la banda dio su primera actuación, con un programa en el cual se contó como obra principal la Obertura “Guillermo Tell”; desde aquel momento la agrupación ha funcionado continuamente.

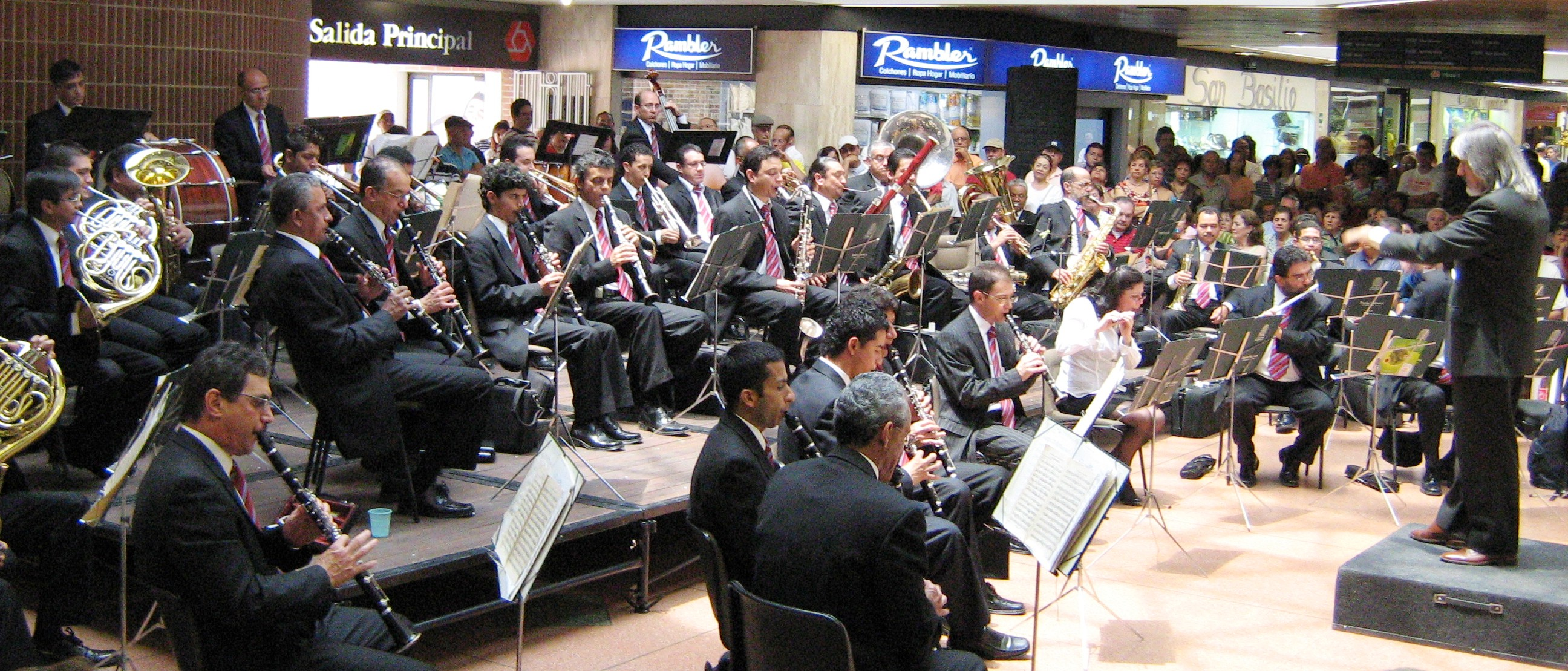
La Banda Sinfónica en el Centro Comercial Unicentro.

La Banda pasó a depender en 1957 de la Extensión Cultural del Departamento. Después la Ordenanza 33 de diciembre de 1960 dispuso que la Banda pasara a ser dependencia del conservatorio de Música de la Universidad de Antioquia (Hoy Facultad de Artes) con el nombre de Banda Sinfónica Universidad de Antioquia.
El primer director de la agrupación, después de su renacimiento, fue el recordado maestro Joseph Matza Dusek quien ocupó este cargo hasta el día de su muerte, el 1 de octubre de 1970.
Fue nombrado en 1971 como director titular el maestro Efrain Moreno Restrepo y como subdirector el maestro Tomás Burbano Ordóñez, quienes estuvieron en estos puestos hasta 1983 cuando se retiraron por motivos de sus jubilaciones.
A mediados de 1983 fue escogido como subdirector Alberto Sánchez Soto y en octubre del mismo año como director titular el maestro Tolimense Marco Antonio Castro Dussán.
La Banda ha estado de esta forma ligada a la historia y al desarrollo cultural de Medellín y Antioquia, con sus incesantes conciertos en la ciudad y sus desplazamientos a casi todos los municipios del Departamento.

## Composición

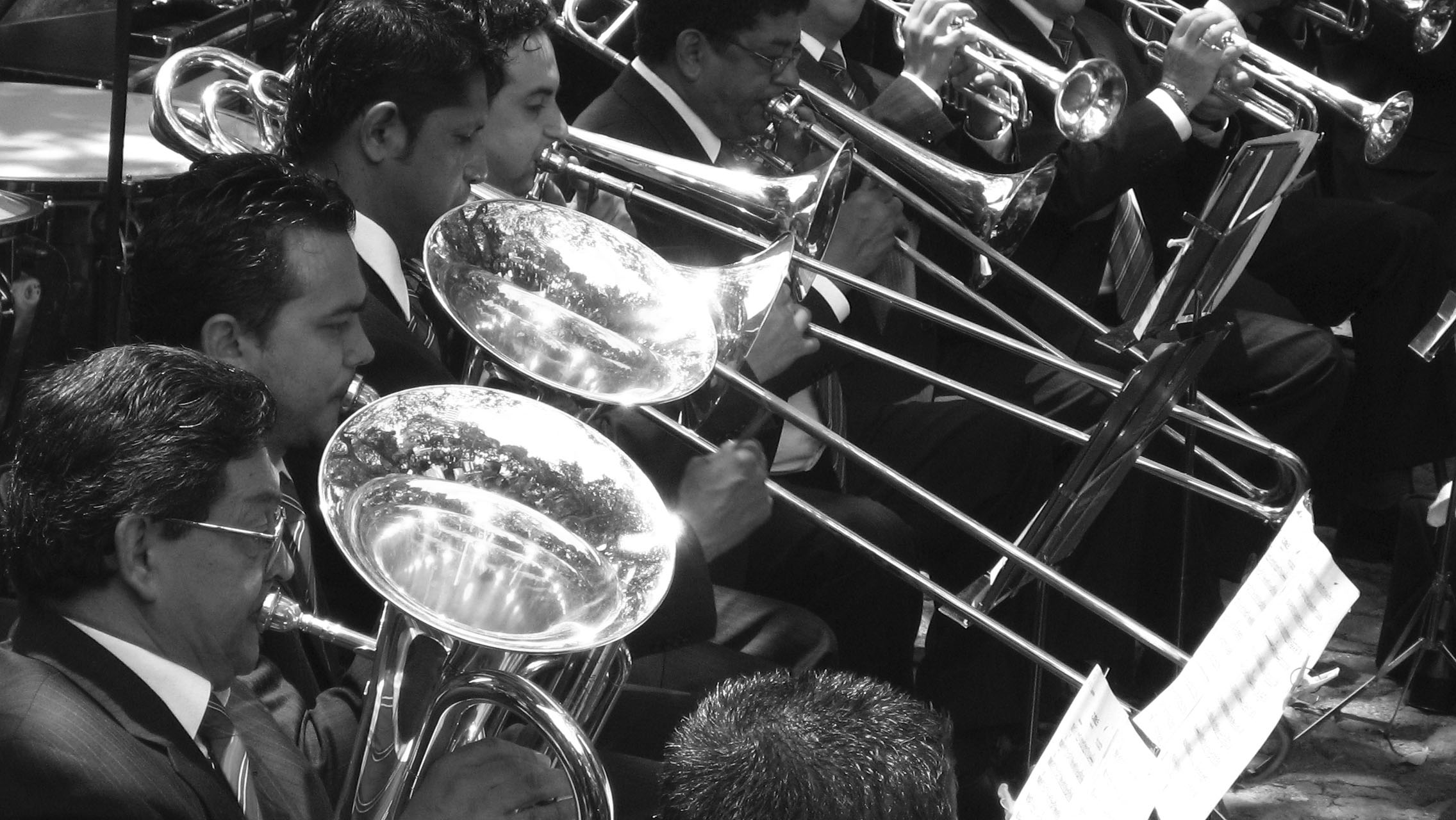
Algunos músicos tocando de izq. a derec. bombardinos, trombones y al fondo trompetas.

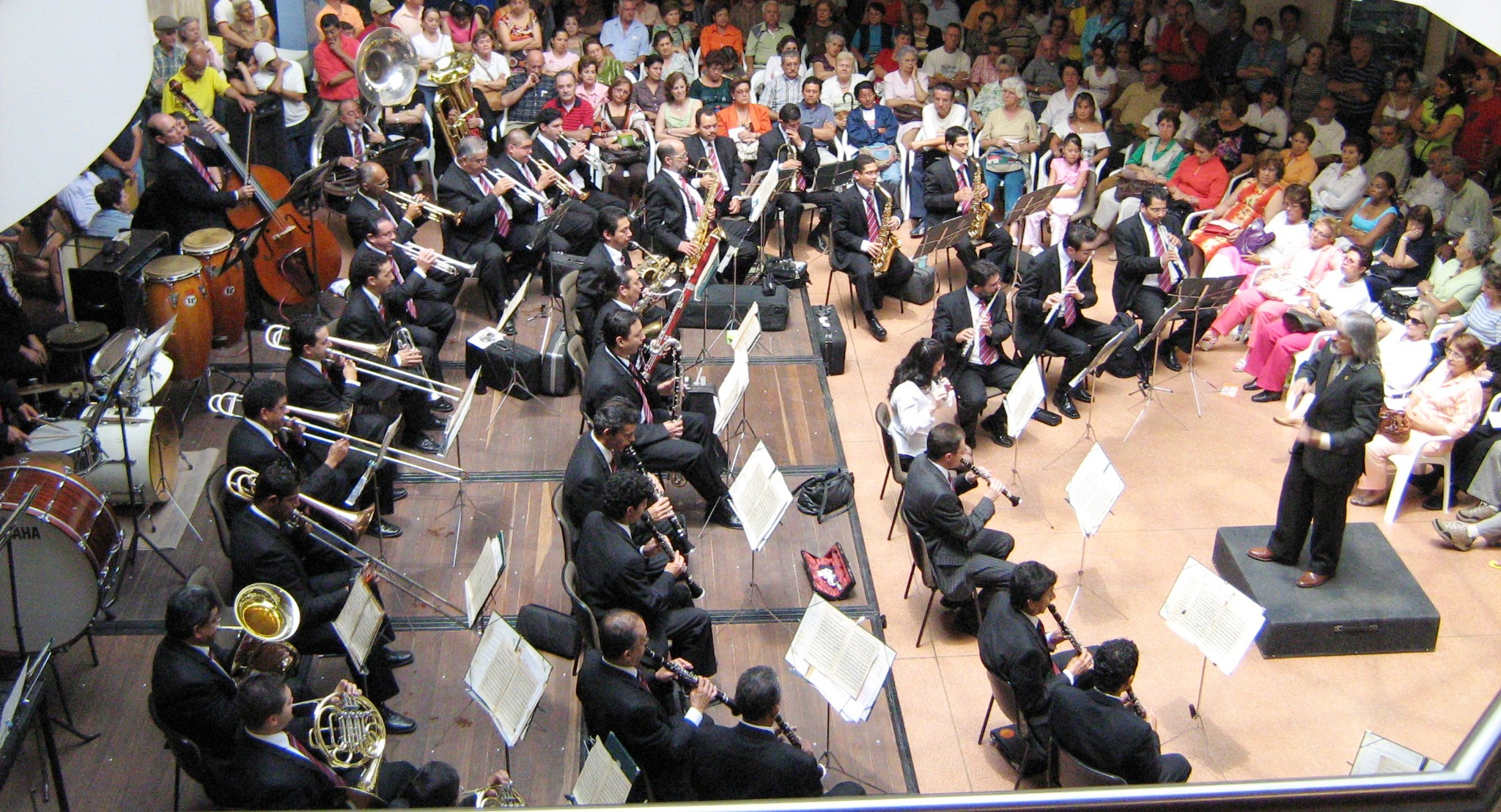
Concierto en el Centro Comercial Unicentro.

El director titular de la Banda Sinfónica es el maestro Luis Fernando Pabón. La Banda está compuesta por 50 músicos distribuidos así:
- 11 Clarinetes
- 1 Clarinete requinto
- 1 Clarinete bajo
- 1 Piccolo
- 2 Flautas
- 2 Oboes
- 2 Saxofón Alto
- 2 Saxofón Tenor
- 1 Saxófon Barítono
- 1 Fagot
- 6 Trompetas
- 2 Bugles
- 3 Trombones
- 2 Fiscornos Barítonos
- 3 Cornos
- 3 Tubas
- 2 Contrabajo
- 4 Percusión

## Crisis en el 2011
Tras algunas dificultades de índole jurídico, y a partir de un fallo sobre demandas legales de algunos de los integrantes, se presenta en el mes de enero de 2011 un problema de estabilidad para la agrupación que afecta a la Facultad de Artes, a la Universidad de Antioquia y a la comunidad antioqueña en general. 
Esta situación deja temporalmente a la prestigiosa agrupación musical con una nómina de 26 músicos y diversas especulaciones sobre el futuro inmediato tras la salida de casi la mitad de su planta de músicos que estaban en la institución con la figura de contratistas y la opción de salida de muchos de los actuales vinculados quienes ya han cumplido su edad de jubilación.
De los 49 que la conformaban solo quedan 23 que pertenecen a la nómina de la institución.  Los 26 restantes serían reemplazados por estudiantes de música según la intención de las directivas de la universidad.
La Institución decidió no renovar los contratos de prestación de servicios de duración anual. La razón para las 26 sillas vacías radica en ley 1161 de 2007 en la cual dice que los músicos de orquestas sinfónicas al servicio del estado tendrán el carácter de trabajadores oficiales y se vinculan mediante contratos de trabajo. El problema se exterioriza debido a que desde el 2008 los músicos estaban buscando una vinculación directa con la Universidad para dejar la dependencia de un contrato anual. Y los fallos favorables a los demandantes se dan a finales de 2010 con los reclamos jurídicos de varios de sus músicos por la inconformidad en los esquemas de contratación y los manejos internos de régimen contractual. 
La Universidad propone entonces, vincular a los estudiantes de música para que se unan a la banda como auxiliares administrativos. Esta medida pretende dar una participación más alta a los estudiantes continuando con una intención de proyección de los mismos que ya venían siendo incluidos desde años anteriores a través de contratos de prestación de servicios.